# Nakajima E8N
El Nakajima E8N fue un hidroavión biplano biplaza de observación embarcado con un flotador principal central y estabilizadores debajo de las alas. Fue utilizado por la Armada Imperial Japonesa durante la segunda guerra sino-japonesa y los albores de la II Guerra Mundial. Su nombre-código identificación aliado era Dave.

## Diseño y desarrollo
El biplano, designado por su nombre como el octavo hidroavión de reconocimiento en servicio con la Armada japonesa, fue construido en 1933 sobre la base del Nakajima E4N al que reemplazó. Fue producido desde 1935 hasta 1940 por la compañía de desarrollo Nakajima y la firma Kawanishi Kōkūki. El E8N se desarrolló como reemplazo del E4N de la misma compañía. 
De similar configuración. biplano con un flotador central y dos auxiliares de estabilización, estaba propulsado por el motor radial Nakajima Kotobuki 2-Kai-1 de 585 hp (436 kW) al despegue, y se diferenciaba principalmente del E4N por el perfil rediseñado de los planos y de los empenajes caudales. Se construyeron siete prototipos bajo la designación de la compañía MS, que volaron por primera vez a partir de marzo de 1934. Estos fueron debidamente evaluados en pruebas comparativas con los prototipos propuestos por las compañías Aichi Kōkūki (Aichi E8A y Kawanishi Kōkūki (Kawanishi E8K) . Siendo aceptado y puesto en producción en octubre de 1935 con la designación de Hidroavión de Reconocimiento Tipo 95 Modelo 1 de la Marina (Nakajima E8N1).
Un desarrollo designado E8N2, con equipamiento mejorado y propulsado por el más potente motor Nakajima Kotobuki 2-Kai 2 de 627 hp (455 kW) al despegue, fue puesto en producción antes de que ésta terminase en 1940, cuando se habían producido un total de 755 ejemplares por Nakajima (707) y Kawanishi (48).

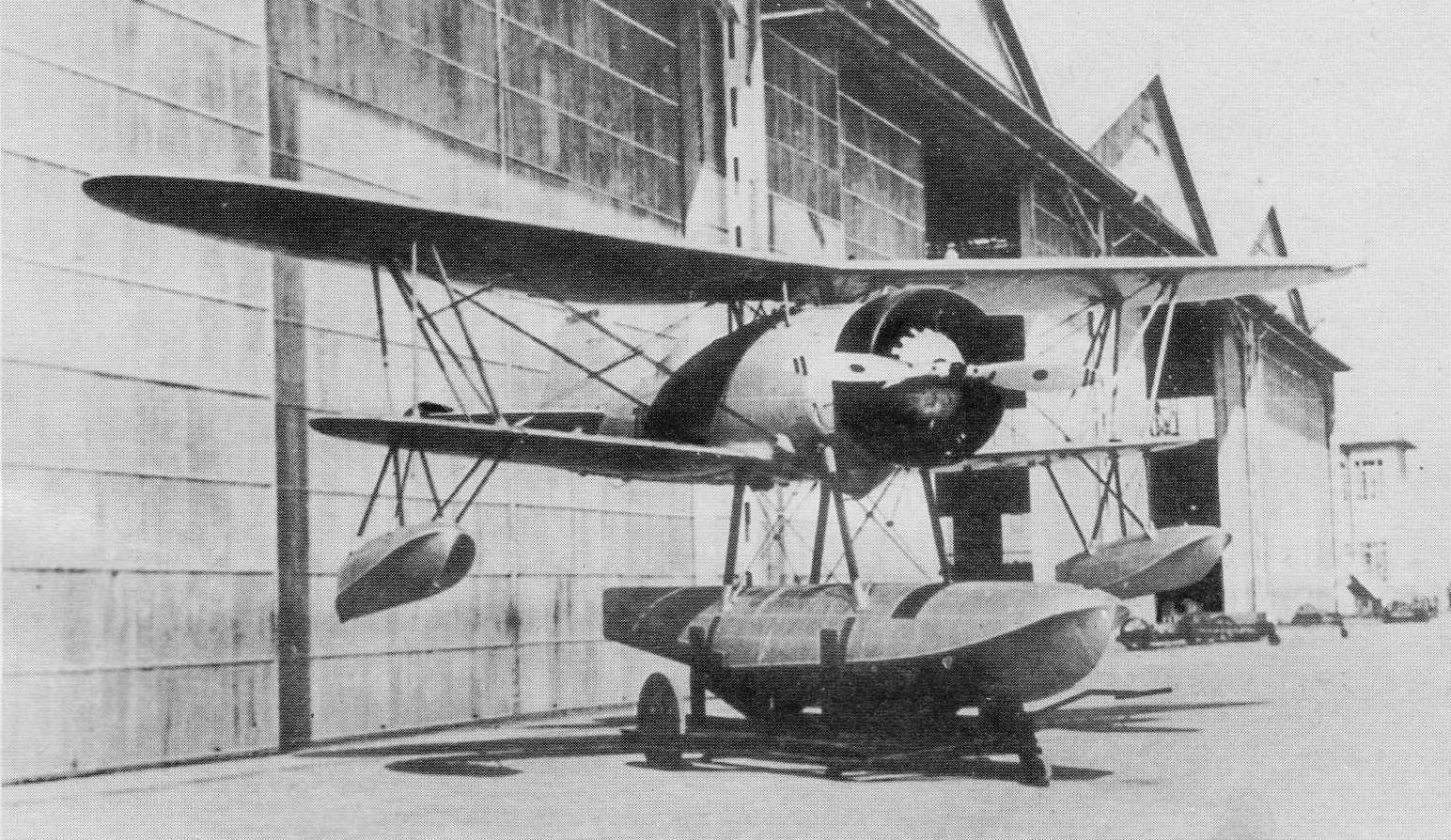

## Historial operativo
A su entrada en servicio en 1935 fue destinado para ser utilizado como componente aéreo embarcado en la mayoría de los buque capitales de la Armada Imperial, así como en diecisiete cruceros provistos de catapulta y cinco portahidroaviones, siendo empleado con éxito durante la segunda guerra sino-japonesa en distintos cometidos como reglaje artillero, reconocimiento y bombardeo en picado.
El E8N se mantenía todavía en servicio embarcado en algunas unidades navales al comienzo de la guerra en el Pacífico, siendo identificado por los aliados con el nombre-código Dave. Sin embargo, sus prestaciones resultaban inadecuadas, por lo que posteriormente, los aviones supervivientes fueron utilizados en tareas secundarias, como enlace y entrenamiento.
El E8N en la Kriegsmarine
El agregado naval alemán en Japón, el vicealmirante Paul Wenneker, compró un hidroavión Nakajima E8N a principios de 1941. Fue enviado a bordo del barco de suministros Münsterland para reunirse con el Crucero de Interferencia Comercial 1 (Handelsstörkreuzer 1, HSK 1) en las Islas Maug en las Islas Marianas del Norte ya que su dotación de hidroaviones Arado Ar 196 estaban inutilizables. Le fue entregado el 1 de febrero de 1941 y, por lo tanto, el corsario Orion se convirtió en el único buque de guerra alemán de la II Guerra Mundial en utilizar un hidroavión japonés. Donado a Alemania como gesto de buena voluntad, este modelo en particular participó activamente en la preparación de la incursión local del Orion desde finales de 1940, vagando por el Océano Índico;</ref> estaba disfrazado como un modelo de la RAF con las típicas escarapelas británicas.

## Variantes
E8N1
Tipo de producción inicial, propulsado por el motor radial Nakajima Kotobuki 2-Kai-1 de 585 hp (436 kW)
E8N2
Tipo de producción mejorado, con motor Nakajima Kotobuki 2-Kai-2 de 627 hp (455 kW)

## Operadores
Japón
- Armada Imperial Japonesa

 Reino de Siam
- Real Armada Tailandesa[9]

 III Reich
- Kriegsmarine

## Especificaciones técnicas (Nakajima E8N2)
Referencia datos: Enciclopedia Ilustrada de la Aviación Vol. 10. (1982) pág. 2578, Edit. Delta ISBN 84-85822-79-X

### Características generales
- Tripulación: 2
- Longitud: 8,8 m (28,9 ft)
- Envergadura: 10,98
- Altura: 3,8 m (12,6 ft)
- Superficie alar: 26,5 m² (285,3 ft²)
- Peso vacío: 1300 kg (2865,2 lb)
- Peso máximo al despegue: 1900 kg (4187,6 lb)
- Planta motriz: 1× Radial 9 cilindros refrigerado por aire Nakajima Kotobuki 2-Kai-2.
  - Potencia: 455 kW (627 HP; 619 CV)
- Hélices: Bipala de paso fijo

### Rendimiento
- Velocidad nunca excedida (Vne): 300 km/h (186 MPH; 162 kt)
- Alcance: 900 km (486 nmi; 559 mi)
- Techo de vuelo: 7270 m (23 852 ft)
- Carga alar: 71,7 kg/m² (14,7 lb/ft²)
- Potencia/peso: 3.0

### Armamento
- Ametralladoras: 2× Tipo 89 cal. 7,70 x 58 Arisaka
- Bombas: 2 de 30 kg